# Polgár István (újságíró)
Polgár István (Marosvásárhely, 1919. július 23. – Marosvásárhely, 1988. január 29.) erdélyi magyar újságíró, esszéíró, kritikus.

## Életútja
Középiskoláit szülővárosa Református Kollégiumában, egyetemi tanulmányait a kolozsvári egyetem bölcsészkarán végezte (1944). Már diák korában az Ifjú Erdély, Március, Kelet Népe, Pásztortűz munkatársa. Újságírói pályáját a marosvásárhelyi Székely Szónál riporterként kezdte (1942-44), a Szabad Szó szerkesztője (1947), a művelődési rovat vezetője a Romániai Magyar Szónál (1947-51). Ekkor eltávolították a sajtóból; segédmunkás a marosvásárhelyi cukorgyárban, címfestő az Arta Populară szövetkezetnél. Végül 1958-tól az Új Élet szerkesztőségi belső munkatársa.

## Munkássága
Első írását a Pásztortűz közölte (1938). Megemlékezéseket írt Dsida Jenőről, Tompa Lászlóról, Salamon Ernőről, Szerb Antalról, Korvin Sándorról, Móricz Zsigmondról; értékelte Puskin, Csehov, Goethe, Eminescu, Bacovia, Caragiale, Emil Isac művészetét. Az Utunk, Igaz Szó is közölte írásait. Utolsó munkahelyén, az Új Életnél főleg képzőművészeti jegyzeteivel, filmismertetésekkel és színibírálatokkal szerepelt.
Írói álnevei: Soó Domokos, Palotai Iván.